# Ilha dos Jangadeiros
A ilha dos Jangadeiros é uma ilha artificial situada no lago Guaíba, pertencente ao Clube dos Jangadeiros, no bairro Tristeza, em Porto Alegre.

## História
A ideia da implantação da ilha dos Jangadeiros surgiu ainda na década de 1940, quando Leopoldo Geyer publicou artigo na revista Yachting Brasileiro com uma perspectiva da futura ilha que seria necessária para abrigar barcos de maior porte, sujeitos à fúria do minuano, o forte e frio vento que varre o Guaíba, especialmente nos meses de inverno e início da primavera.
Até o início da década de 1960 a ilha era apenas uma ideia até que Geraldo Tollens Linck, comodoro na época, começou a trabalhar forte pelo projeto. Neste momento dois importantes personagens tornam possível o sonho do patrono Leopoldo Geyer na construção da Ilha dos Jangadeiros. Nesta primeira etapa, que se iniciou em 1962, a comissão para construção da ilha dos Jangadeiros era formada por Edwin Hennig, Edgar Siegmann, Cláudio Aydos, Edmundo Soares, Kurt Keller, Rodolfo Ahrons e pelo Comodoro Geraldo Tollens Linck.
Já no final de 1967 a ilha ganhava seu primeiro contorno. O trabalho de dragagem, aterro e dos molhes de contenção foi evoluindo dentro das condições e possibilidades, uma vez que as dragas pertenciam ao Estado e muitas vezes estavam em operação de obras públicas. Foram necessárias máquinas rodoviárias e escavadeiras hidráulicas para a construção de diques provisórios no decorrer da dragagem para evitar que o aterro voltasse para dentro do ancoradouro.
Mesmo assim a segunda etapa do aterro foi concluída em 1972, abrindo espaço para a construção da Escola de Vela Barra Limpo, inaugurada em 13 de dezembro de 1975. Em 1977 estava concluído o atual projeto, com os espaços para o ancoradouro à direita protegidos do vento sul a partir da formação da Ilha dos Jangadeiros. O segundo momento histórico, que se tornou o marco de sua inauguração, foi em 1981, quando já havia maior infraestrutura física e paisagística, além do asfalto em suas vias de acesso para o tráfego de veículos.